# Logiciel de chromatographie
Un  logiciel de chromatographie est un logiciel capable d'interpréter les informations générées par des détecteurs spécifiques de chromatographie.
L'interprétation concerne l'identification de composés chimiques, leur quantification et leur calibrage.
D'autres outils peuvent être fournis au sein de ce même logiciel, comme une automatisation des tâches, un rapport automatique de résultat.